# イカルス星人
イカルス星人（イカルスせいじん）は、特撮テレビドラマ『ウルトラセブン』をはじめとするウルトラシリーズに登場する架空の宇宙人。別名は異次元宇宙人。

## 『ウルトラセブン』に登場するイカルス星人
『ウルトラセブン』第10話「怪しい隣人」に登場。
第17惑星イカルス星から四次元空間（後述）に前線基地を建設し、そこに多くの同胞を送り込んで地球の征服を企む宇宙人で、顔より巨大な1対の耳を持つ。最大の武器は身体に無数に存在する小さな穴からシャワー状に発射するアロー光線で、命中した平野を焦土と化す威力を持つ。
地球人の男性に擬態し、アンヌ隊員の友人である水野りつ子・アキラ姉弟の別荘の隣家一帯に2か月かけて完成させた四次元コントロール装置で連結した四次元空間内の基地からイカルス円盤（後述）を発進させ、石油コンビナートを襲撃する。しかし、次元にできた亀裂から四次元基地へ侵入してきたダンに四次元コントロール装置を破壊されたため、巨大化して本性を現す。円盤と連携してセブンを苦しめるが、アロー光線をセブンに回避されたうえに格闘戦も劣勢となり、最後はアイスラッガーを腹部へ受けて怯んだところをウルトラサイコキネシスで山の向こうへ飛ばされ、倒される。
なお、セブンの存在や正体がダンであることは知らなかったらしく、彼に「お前は特別な能力を持った男らしい」「お前をみくびっていたようだ。お前は誰だ」などと発言している。
- スーツアクター：鈴木邦夫[8][13]
- 演（人間体）：山本廉
- デザインは成田亨によるもので、魚とコウモリをモチーフとしている[14]。
- 特徴的な髭は、「亀の子だわし」を使用したもの[15][13]。
- デザイン画では別名を「宇宙囚人」と表記しており、同じくデザイン画で「異次元宇宙人」と書かれているキュラソ星人と当初のデザインが入れ替わっているのではないかとする説がある[16]。
- 四次元空間内での脚本には、カプセル怪獣にどのような怪獣が入っていたのか具体的な記述がない[17]。
- 耳をパタパタと開閉させながら接近してくるシーンでは、背後に隠れて耳を動かすスタッフの手が一瞬映ってしまっており、ソフト化の際にも当初はそのまま収録されていたが、HDデジタルリマスター化の際に修正されている。
- 『ウルトラQ』の未発表脚本には「怪しき隣人」という本作品に似たタイトルが存在する。
- 一峰大二の漫画版『ウルトラセブン』では、イカルス星人が倒された直後にその円盤群が地球に襲来し、ウルトラ警備隊やセブンと戦っている。
- 未発表作品「宇宙人15+怪獣35」ではバルタン星人や他の宇宙人と手を組み、宇宙連合軍を結成して怪獣軍団を出撃させるが、ピグモンの提案した怪獣ファイトで翻弄した怪獣たちに八つ裂きにされるというシナリオが予定されていた。『フィギュア王』に掲載された「ゴードの巻」[要ページ番号]でも、宇宙人連合の1体として登場している。

四次元空間
イカルス星人が前線基地を建設した異次元空間。異次元への干渉技術を持たない地球防衛軍側からは手出しできないうえ、ダンがセブンに変身することはおろかカプセル怪獣を出現させることもできない。
- 白い壁の室内に大小さまざまな黄色い風船が浮遊する映像を時折歪ませるといった、工夫の描写がされている。

イカルス円盤
イカルス星人の円盤。四次元空間と三次元空間を自由に行き来できる能力を持つ。また、下部の穴からイカルス星人と同様のアロー光線を発射できる。最後は宇宙へ逃げていくところにウルトラホーク2号のレーザー光線を受け、爆発する。
- 円盤の表面には竹ひごが張られている。

## 『ウルトラファイト』に登場するイカルス
『ウルトラファイト』の新撮分である第74話「戦慄イカルスの大逆殺！」、第80話「イカルス死神に祈れ！」、第87話「必殺！ 空中殺法」ほかに登場。
「暴れん坊イカルス」の異名を持ち、ウーの宿命のライバルとも言える存在とされており、「逆転こそ我が命」を自らの信条とする。喧嘩好きだが努力家で、特訓の末に殺法破れ傘や三段拳法などの技を編み出す。素手での戦いを主張して武器の使用には否定的な姿勢を見せるが、第186話ではライフル魔に豹変してエレキングを射殺するうえ、そのままセブンを追い回す。また、ある時は女性になってエレキングと交際し、貰ったプレゼントの花束を「食べられないから」という理由だけで投げ捨てて逆上するうえ、「だからお前は馬鹿なんだよ」などと言って乱闘の末に叩きのめすが、後日には魚を貰って機嫌を直す。クリスチャンで、仏教徒のゴーロンとセブンの葬儀方法を巡って乱闘する。第196話「怪獣死体置場」では円谷プロの着ぐるみ倉庫に吊り下げられている姿が確認できる。
- 『ウルトラファイト』は星人も怪獣として扱うため、単にイカルスと呼ばれる[19]。
- 着ぐるみは商品キャンペーン用に新造されたもの。『ウルトラセブン』で使用されたものより顔が大きめに造形されており、当時のスポンサーであるブルマァクが発売していたソフビ人形と同じく、緑色系の塗装がなされていた。着ぐるみは複数作られている[20]。

## 『ウルトラマンメビウス外伝 超銀河大戦』に登場するイカルス星人
雑誌連載『ウルトラマンメビウス外伝 超銀河大戦』に登場。
『てれびくん』版
ヒッポリト星人の罠に架けられたメビウスたちを救おうとカプト星に向かっていたウルトラマン、ジャック、エース、タロウを妨害して四次元空間に閉じ込めるが、ウルトラマンのハイスピンで空間を破壊されて脱出され、ジャックのウルトラスパーク、エースのウルトラスラッシュ、タロウのファイヤーダッシュを一斉に受けて倒される。
『テレビマガジン』版
アンドロメダ星雲をパトロールしていたセブンを異次元の怪獣魔境に引きずり込み、エレキング、ギエロン星獣、恐竜戦車、改造パンドンと共に攻撃して追い詰めるが、セブンのウルトラサインを見てメビウスが救援に駆けつけたために形勢は逆転し、アイスラッガーでギエロン星獣と恐竜戦車共々切り裂かれて倒される。

## 『ウルトラマンギンガ 劇場スペシャル』に登場するイカルス星人（SD）
映画『ウルトラマンギンガ 劇場スペシャル』および『ウルトラマンギンガS』最終話「明日を懸けた戦い」に登場。
かつてウルトラセブンと戦ったイカルス星人の同胞で、倒されたバルキー星人（SD）に代わる2代目エージェントとして、異形の手のモノによりライブされた。一人称は「我輩」で、語尾に「〜イカ」と付けたり、「イカカカカ」と笑うなど独特の喋り方をする。手からアロー光線を発射して変身能力も持つなど初代と同様の能力を有するが、変身中に強い衝撃を受けると変身が部分的に解けてしまうという弱点も有する。『ウルトラファイト』の登場個体と同様に「逆転こそ我が命」を信条とする。タイラント（SDU）を復活させるべく、降星山に眠るシーゴラス、ベムスター、ハンザギラン、バラバ、レッドキング、キングクラブの6体のスパークドールズを回収することが目的で、ダークダミースパークも悪人に渡さず携帯していた。
キングクラブのスパークドールズを回収したところを、同じく6体のスパークドールズを探していた美鈴と健太に遭遇し、駆けつけた友也をアロー光線で負傷させる。健太が持っていたカメラのフラッシュで怯んだ隙にウルトラマンタロウ（SD）のウルトラ念力で撃退され、キングクラブのスパークドールズも2人の手に渡る。その後、今度は美鈴に化けて別行動をしていたヒカルと千草に接近し、回収したスパークドールズを奪おうと試みるが、前述の弱点によって正体が露呈し、失敗する。しかし、ベムスターとシーゴラスのスパークドールズを回収すると、残り4体のスパークドールズを回収したヒカルたちが合流したところで美鈴を人質に取り、6体のスパークドールズの入手に成功する。ダークダミースパークで自らと合体させることにより、タイラント（SDU）への変貌を遂げた。なお、タイラント（SDU）になっている間は一切言葉を発しなかった。
タイラント（SDU）が倒されると元に戻り、ヒカルたちに捕えられて自らを操る黒幕（異形の手のモノ）について尋問され、当初は「イカに落ちぶれようとも話す気はない」と頑なに口を閉ざすが、ジャンナインからの威嚇射撃に脅されて話そうとした瞬間、異形の手のモノによって口封じのためにスパークドールズへ戻されてしまった。
『ギンガS』ではゼットン星人ベルメ（SD）、バルキー星人（SD）、ナックル星人グレイ（SD）と共に無数のチブロイドを率いて「ダークルギエル特戦隊」を名乗り、ヒカルたちを狙うもUPGやビクトリアンの面々に阻止され、因縁の相手である友也のジャンスターダストでチブロイド共々一蹴された。
- 声：関智一
- スーツアクター：矢﨑大貴（劇場スペシャル）、横尾和則（ギンガS）
- 映画公開に先駆け、『新ウルトラマン列伝』第10話 - 第13話にも先行登場[25]。かつて倒された同胞の復讐を果たすことを目的としているらしい。第11話では、同胞を倒したセブンの息子であるゼロに敵意を燃やす一方、ゼロと一緒にいたグレンファイヤー（声は同じく関智一）を「ファイヤー野郎」呼ばわりしていた。映画の前日譚となる第12話・第13話では、タイラントについて話すヒカルとタロウの会話を異次元空間から盗み聞きし、タイラントを構成する怪獣について知ろうとする（当初、ヒカルは乗り気ではなかったが、イカルス星人がヒカルの声真似をしたことでタロウが勘違いして進行した）が、ひょんなことから声を上げたことで気付かれてヒカルに襲いかかるも撃退され、悔しがりながら捨て台詞を吐いて退散した。その際、ヒカルには「イカ野郎」と呼ばれていた。第38話では、バルキー星人（SD）とナックル星人グレイ（SD）が転移する半年前に『大怪獣ラッシュ』の世界へ転移し、そこで調べたことを2人に教える。恐竜戦車の話題になった際、セブンのことを「ウルトラセブンの鼻垂れ小僧」と揶揄したことからセブンより年上と思われる面を見せる一方、セブンが恐竜戦車に勝利したのを見ると急に落ち込んだが、恐竜戦車の紹介直後には元に戻った。
- テレビシリーズの番外編ではマグマ星人（SD）の回想シーンに登場し、自身がバルキー星人の後任になったことを伝えた後、いい感じに新鮮なイカを買ってくるように頼んでいた。
- 『新ウルトラマン列伝』第90話ではSDの呪いから解放された後、UPGで掃除係としてこき使われていたが、復讐のためにUPGのコンピューターに忍び込み、エタルガーなどを紹介した。この時、「イカルスパッド」なるパッド型コンピューターを使用し、「怪獣のせいなのね」と漏らすなど、妖怪ウォッチのウィスパー（やはり声は関智一）を意識したシーンがあった。同第100話におけるゴウキとアリサの『怪獣極秘ファイル』（ミニコーナー）では、『新列伝』100回目の放送を祝しており、ゴウキの台詞を真似しながら（一人称が「我輩」から「オレ」になっていた）『ウルトラファイトビクトリー』で活躍中のショウとヒカルを応援していたが、ゴウキに後片付けを押しつけられる。

## イカルス星人イカリ
『ウルトラマンX』第9話「われら星雲!」に登場。
「伊刈」という人間に化け、ナックル星人ナクリやバルキー星人ハルキと共にシェアハウス「星雲荘」で暮らしている。人間に化けている時でも、うっかりイカルス星人本来の耳を出してしまったり、語尾に「〜イカ」をつけてしまったりしている。星雲荘付近のコンビニでアルバイトをするなど他の面々との地球生活を満喫しており、引っ越し先として温泉街が話題になった際には冗談交じりに伊香保温泉を候補に挙げていた。
星雲荘に飛来したハルキのペットのサメクジラ（ジョリー）を狙ってババルウ星人率いる犯罪ネットワーク集団・暗黒星団が襲来した際には、星雲荘に転がり込んできた風間イサムも加えた4人で「チーム星雲」を結成し、ラグビー勝負を挑む。前半戦では暗黒星団の卑怯な戦法によって51対0の圧倒的不利に陥るも、後半戦からのラフプレイによって仲間を傷つけられて怒りに燃えるイサムが活躍した結果、52対51の逆転勝利となる。暗黒星団がウルトラマンエックスに撃退され、イサムがラグビーに復帰するところを見届けると、ハルキやナクリと共にどこかへ去っていく。イカリたちの去った星雲荘に残った伊香保温泉のポスターには、「みんなで一緒に行かなイカ？」と書かれていた。
- 演：関智一
- スーツアクター：矢﨑大貴
- オープニングクレジットではイカルス星人 伊刈と記述されている。
- 第9話の前提供画面では「あの「元」エージェント3人組が登場！」と言われ、前々作の『ギンガ』および前作の『ギンガS』に登場したイカルス星人と同様のキャラクター付けがなされているが、外見は異なる[29]。

## 『セブンガーファイト』に登場するイカルス
『セブンガーファイト』第7話「帰ってきた赤いアイツ」に登場。
怪獣惑星に生息する個体が登場。ガラモン、ガンダー、改造パンドンと共に宇宙セブンガーに襲い掛かり、駆け付けたジャグラーをも人質にとるが、急行したウルトラマンゼット ベータスマッシュのゼットランスアローによって串刺しにされる。

## 『ウルトラマンデッカー最終章 旅立ちの彼方へ…』に登場するイカルス星人
映画『ウルトラマンデッカー最終章 旅立ちの彼方へ…』に登場。
瞬間移動能力を持ち、無数の針のようなアロー光線を全身から放射する。
- 声：関智一
- スーツアクター：梶川賢司

## 『レッドマン』に登場するイカルス星人
『レッドマン』第7話、第9話、第65話、第71話、第75話、第114話、第118話、第119話、第121話、第124話、第125話に登場。着ぐるみは『ウルトラファイト』で使用されたものが流用された。
- 第7話：単身レッドマンと戦うが、レッドジャンプ、レッドナイフの連続攻撃で倒される[32]。
- 第9話：単身レッドマンと戦うが、レッドキックで倒される[32]。
- 第65話：単身レッドマンと戦うが、レッドアローで倒される。
- 第71話：単身レッドマンと戦い、レッドナイフを奪うがレッドマンにレッドナイフを奪い返され、レッドナイフで刺されて倒される。
- 第75話：ジラースと共にレッドマンと戦うが、レッドナイフで倒される。
- 第114話：単身レッドマンと戦い、レッドナイフをかわすが、レッドキックで倒される。
- 第118話：サドラ、グドン、ザゴラスと共にレッドマンと戦うが、レッドナイフで倒される。
- 第119話：サドラ、グドン、シュガロン、ザゴラスと共にレッドマンと戦う（5人そろってレッドナイフを弾く技を使用）が、レッドナイフで倒される。
- 第121話：バット星人と共にレッドマンと戦うが、レッドキックで倒される。
- 第124話：ビーコンと共にレッドマンと戦うが、レッドキックで倒される。
- 第125話：サドラ、ドラキュラスと共にレッドマンと戦うが、レッドナイフ、レッドショットの連続攻撃で倒される。

## 『大怪獣ラッシュ ウルトラフロンティア』に登場するイカルス星人
データカードダス『大怪獣ラッシュ ウルトラフロンティア』に登場。
イカルス星人アロウ
2弾より登場。「心優しき弓の使い手」の異名を持つ。大柄な体格に似合わず温和な心の持ち主。巨大な耳は一度に18人の声を聞き分けることができるとされ、ハンター同士の些細なトラブルの仲裁をすることも多い。ハンティングにおいても、状況把握時にレーダーや無線と同等以上の威力を発揮する。ニックネームは「アロー・イカルス」。

## その他の作品に登場するイカルス星人

### 映像作品
- 『ウルトラマンタロウ』で初登場する暴君怪獣タイラントの構成部分に、唯一の宇宙人系統としてイカルス星人の耳が使われている（形状は『セブン』の登場個体より平らになっているが、劇中のナレーションでは解説されていない）。このことは後の『ウルトラギャラクシー大怪獣バトル NEVER ENDING ODYSSEY』第6話や『ウルトラゼロファイト』および『ウルトラマン列伝』第103話で登場した際にも解説されており、同作品群では耳からのアロー光線も使用している。また、前述のように『ウルトラマンギンガ劇場スペシャル』ではイカルス星人自身が他の構成怪獣と合体してタイラントに変身（ダークライブ）している。
- 映画『ウルトラマン物語』では、タロウがウルトラ念力の特訓時に、セブンとイカルス星人の戦いの映像（『ウルトラセブン』の流用）を見ている。
- 『ウルトラマンメビウス』第27話では、名前だけ登場。マケット怪獣のシミュレーションにおいて、ジョージとリュウがゼットンの取り合いになった際、リュウがジョージに「イカルガさんはイカルス星人でも使ってろ」と発言する。
- 『ぱちんこウルトラマン』のCMでは、バルタン星人やメトロン星人たちと共に怪獣軍団を従え、街を襲っている。
- 映画『新世紀2003ウルトラマン伝説 THE KING'S JUBILEE』では、ウルトラマンキングの誕生日を怪獣たちと共に祝福する。
- 映画『大怪獣バトル ウルトラ銀河伝説 THE MOVIE』では、百体怪獣ベリュドラの首を構成する怪獣の1体となっている[34]。
- 『ウルトラゾーン』第2話のアイキャッチでは、サンマを咥えた野良猫を追いかけている姿が描かれている[35]。

### 漫画・小説作品
- 漫画『戦え!宇宙けいび隊』では、タロウに倒されたタイラントの耳の破片から再生し、同じく他のパーツの破片から再生した怪獣たちと共にタロウを追い詰めるが、タロウの救援に駆けつけたウルトラ兄弟のうちセブンに倒される。
- 漫画『ウルトラ忍法帖』では、悪の組織「朧党」の忍獣「怒瑠州」として登場している。表向きは『イカイカ教』という新興宗教の教祖で、イカ（のしいか）を食べることにより、超能力を使える。その超能力で信者を増やしていたが、財産から何からすべてを寄付という名目で奪い取っていた。最後はウル忍との交戦中、冥府羅洲が「美味しそうだったからつい」と、彼が用意しておいたイカを食べ尽くしてしまい、超能力が使用できなくなって敗北する。なお、エースも冥府羅洲に馬鹿を治してもらい（といっても簡単な足し算ができるようになっただけ）、マンが羨ましがっていたが、マンの方は脳を超能力で爆破され、そのおかげで逆にエースと同等の知力を得た。
- 漫画『ウルトラマンSTORY 0』では、第31話 - 第32話に登場。ブルトンを操ってウルトラ戦士を異次元空間に引きずり込んで倒そうとするが、最後はエースに敗れる。
- 小説『Another Genesis』では、第3話に“異次元の怪物”として登場。超人化したブラストを襲うが、逆に彼のヴォルテック・インパクトを受けて倒される。

### その他
- 特撮テレビ番組『チビラくん』にイカルス星人のスーツが使用された。第40話にはパパゴンの夢の中に、第50話には郵便配達員として、第74話にはチビラくんの住む快獣町の住人としてバルタン星人、エレキング、ウーと共に登場する。
- 二子玉川園にて1973年に行われた「怪獣供養」では、『レッドマン』の使い回しと思われるイカルス星人が再生ドラコと共に進行役を務めているスチールが存在している[要出典]。
- ゲーム作品『PDウルトラマンバトルコレクション64』では、プレイヤーキャラクターとして登場。アロー光線は水属性扱い。